# 六道の悪女たち
『六道の悪女たち』（ろくどうのおんなたち）は、中村勇志による日本の漫画作品。『週刊少年チャンピオン』（秋田書店）にて2016年30号から2021年19号まで連載された。中村の初連載作品である。2023年4月時点で累計発行部数は300万部を突破している。

## 概要
ライターの秋山哲茂は本作を「王道の少年マンガ」と評している。主人公が能力を使用して、女の子たちを侍らせるハーレム状態になるのでもなければ、強い女の子たちを能力で使役して自分をいじめていた不良から守ってもらったり、復讐する露悪的な作品でもないと指摘している。
コミックス1巻の発売に合わせて、書泉グランデ、書泉ブックタワー、芳林堂書店高田馬場店で本作のフェアが開催され、直筆イラスト色紙や複製原画が展示された。コミックス2巻の発売に合わせて、2017年2月19日に紀伊國屋書店新宿本店でサイン会が開催される。中村の初サイン会となった。
『週刊少年チャンピオン』2017年11号（2月9日発売）ではSUPER☆GiRLSの渡邉幸愛と内村莉彩が本作とコラボして「悪女」をイメージしたコスプレでのグラビアが掲載された。
マンガクロスでは「ヤンキー漫画」、ピッコマでは「悪女ラブパニック」とされている。

## あらすじ
不良だらけの亞森高校に通う六道桃助は、普通の学園生活を夢見る臆病な少年で、同じいじめられっ子友達の大佐、課長とトイレでグチをこぼす日々を送っていた。そんなある日、六道の死んだ祖父から六道宛てに巻物が送られてくる。巻物が光り、六道の額に五芒星のマークを刻みつけると、六道は問答無用で「悪女」に愛される体質になってしまった。六道は校内外のさまざまな悪女、そして最強最悪とも呼ばれるスケバン向日葵乱奈に惚れられることになる。当初は乱奈を利用すれば平和な学園生活を送れるかもしれないと考えていた六道だったが、不良にボロボロにされても自分との約束を守り手を出さなかった乱奈に「漢気」を感じ、自分も漢気を見せなければならないと決意する。
六道は、クラスの不良リーダー飯沼波瑠也とタイマンをして認められ、友人となる。その後、亞森高校を仕切る番長の幼田小百合、白バイ警官に扮して暴走族を狩る姫野莇美に好かれ、次々と騒動に巻きこまれるが、漢気を見せて騒動を解決すると共に周囲に受け入れられていく。
幼田の騒動にも莇美の騒動にも不良チーム「鬼島連合」が関与していた。鬼島連合総長の松ヶ宮童子は、幹部を引き連れて亞森高校の六道のクラスに転校してくる。彼らの真の目的は、かつて鬼島連合をたった1人で壊滅させた乱奈を手に入れることだった。乱奈は、暴力にしか生きる意味を見いだせない自分は六道のそばにいてはいけないと、一度は童子とともに去ろうとするが、六道は、悪い乱奈とも楽しい学園生活を送れるくらいに自分が強くなると涙ながらに宣言。乱奈は六道のそばに残ることを決め、鬼島連合は撤退する。
六道は、課長の実家が闇金融の取り立てを受けたことから、闇金融を営む悪女山吹ミナミに出会う。また、過去に唯一乱奈をおとなしくさせた悪い心を鎮める数珠愚連無輪を求める中で、カンフーを操る悪女鈴蘭と出会う。ミナミと鈴蘭は、それぞれの騒動が解決したのち、六道らの後輩として亞森高校に入学することになる。
ホワイトデーに、六道の前に元鬼島連合の菫雷乃が現れる。雷乃が転校した針蔵高校は、謎の不良チーム「クロムサム」に襲撃を受けており、それを率いるのは針蔵高校の先代番長野玄雄一郎と元鬼島連合の椰子谷唯だった。六道らは、針蔵高校の番長岡森譲也とともにクロムサムを撃退。亞森高校と針蔵高校は同盟を結び、六道が両校の代表者に選ばれる。
4月になり、闇金融の金主桜沙知子の娘桜沙知代が新入生として亞森高校に入学してくる。沙知子の狙いは、六道の力で沙知代を更生させることにあった。沙知子の真意に気づいた闇金融幹部の天道朱鷺貞は、他の幹部たちとともに沙知代を拉致する。

## 登場人物
「声」は、テレビアニメ版のキャスト。

### 主人公と仲間たち
六道らの姓名は桃太郎に由来し、悪女たちの姓名は花に由来している:そで。
六道 桃助（ろくどう とうすけ）
声 - 佐藤元
主人公。小柄で冴えない風貌の少年。本編開始時点で高校1年生。華やかな学園生活を望みながらも、臆病な性格から学園内の不良たちのおもちゃとなっていた。平和主義者で喧嘩と気は弱く、不良たちからの仕打ちに鬱屈を感じて荒れることもあるが根は正直者で困難に立ち向かうなど、芯には熱い心を持っている。不良に対しては「漢気がどうのと言いながら弱い者いじめばかりする連中」と嫌悪感を覚えていたが、飯沼と親しくなったことでやや認識が変わりつつある。祖父から贈られた巻物によって「悪女にモテモテになる」能力（術）を身につけ、乱奈をはじめとするさまざまな悪女に無条件に好かれるようになったが、本人はそれを積極的に利用するような考えはなく、彼女たちがトラブルに巻きこまれたときには、守るために体を張ることもいとわない。
数々の抗争を仲間たちと乗り越えた結果、「亞森の裏番長」として知られるようになる。また、鈴蘭に師事してカンフーを覚え、腕力は足りないものの、実力者ともある程度渡りあう強さを身につける。
向日葵 乱奈（ひまわり らんな）
声 - 上坂すみれ
一人で集団をつぶせる強さから街中の不良たちから恐れられる、最強のスケバン。「一人目」:66の悪女にしてメインヒロイン。
腰まで届く長い金髪にへそを出した長いスカートのセーラー服、木刀を携えたスタイルが特徴。巨乳の持ち主で顔立ちも整っているが、眉毛はなく目つきも鋭い。六道らと同じクラスだが、入学以来一度も登校していなかった。
「ムシャクシャした」という理由だけで、たまたま乱闘していた、後述する隣町のレディースチーム竜宮に加勢し、十数人の不良を病院送りし数年間在籍した。竜宮が鬼島連合にボコボコにやられた際、一人で乗り込み壊滅させて、そのまま何も告げずにチームを去った。このような狂暴な性格と規格外の強さで恐怖の対象として都市伝説的に知れ渡っている。一方で、六道との約束を守る「漢気」を持ち、礼儀作法も身についている。
生来暴力にしか喜びを感じていなかったが、術によって六道に惚れ、六道の前でだけは可愛い乙女らしい言動をとるようになった。六道のこと以外にはまったく関心を持っていなかったが、六道や仲間たちとの交流の中で、わずかずつながらも人間らしい感情の幅を身につけ始める。
実家は日回寺（ひまわりでら）という寺で、生後間もないころに寺の前に置き去りにされ、住職の夫婦に育てられた。幼少時から強さと狂暴さを見せており、一時は悪い心を鎮める数珠「愚連無輪（グレムリン）」の力でおとなしくなったものの、数珠が割れて元に戻ってしまった。現在でも愚連無輪をつけると行動不能になり、タテシマの一件で数珠に強いトラウマを抱くようになる。
飯沼 波瑠也（いいぬま はるや）
声 - 石谷春貴
六道のクラスをまとめている不良のリーダー。弱者あるいは自分の美学に反する相手を「ザコ」と見下しており、六道たちのこともいじめていたが、六道とのタイマンを経て打ち解け、大佐や課長らも含め友人関係となる。中学時代に仲間を脅されて取り込まれ、鬼島連合の朱井に潰された過去がある。第104話にて六道から術の秘密を打ち明けられ、受け入れた。
亞森の不良学生たちのリーダー格としてカリスマ性を発揮しており、ルックスやファッションセンスも優れている。ただしバイクのセンスは悪く、魔改造とも呼べるほどのカスタムを施す悪癖がある。好物はラーメンで、ときどき六道らを誘って食べに行く。
術をきっかけに勇敢になった六道に好意を持つようになった点から、「隠れヒロイン」と表現されることもある:187。
火野本 勝（ひのもと まさる）
声 - 浪川大輔
通称大佐（たいさ）。六道のクラスメイトで親友。ミリタリールックと折り目正しい話し方が特徴。六道同様に不良のいじめ対象だった。観察力に優れ、六道の術の正体にも最初に気づく。乗り物全般が好きで、後に鬼島連合の布留川が率いるバイクチームとの対決を通じて山田と意気投合する。
木嶋 耕太（きじま こうた）
声 - 石田彰
通称課長（かちょう）。六道のクラスメイトで親友。Yシャツと作業服に腕貫という服装が特徴。六道同様に不良のいじめ対象だった。心優しい性格で、実家は「木嶋製作所」という町工場。両親は息子と瓜二つ。
つばき
声 - 松岡美里
六道と同じクラスの女子で、飯沼の彼女。乱奈よりも先に六道の術にかかった悪女。「つっぴい」という愛称で読者モデルをしている。毒舌で六道たちへのいじめにも加担していたが、術にかかった後は六道に謝罪し、以後は良き友人となる。中学時代は飯沼のことを毛嫌いしていたが、彼が仲間に裏切られたときには心配し声をかけた。物語序盤は術にかかっていたが飯沼との交際は支障なく続き、第130話の段階で平時に愚連無輪をつけても変化がない程度に更生する。
幼田 小百合（おさなだ さゆり）
声 - 大空直美
亞森高校のトップでもある女番長。「二人目」:198の悪女。
実は2回留年しており六道たちと同じクラス。まるで小学生のような外見をしており、精神的にも幼いが、見た目に似合わぬ異常な腕力と打たれ強さを持つ。六道に出会うまでは、自分の気に入らない相手は即座に潰す非情さを持っていたが、自分を心から心配して「漢気」を見せた六道に感化され、更生してからは、身近にいる者は誰一人として見捨てずに守る「正義の番長」になることを宣言し、しばしば生徒たちの相談にも乗っている。
姫野 莇美（ひめの あざみ）
声 - 夜道雪
白バイ警官に扮して暴走族狩りを行っているお嬢様。「三人目」:202の悪女。「ぎりぎり」が口癖。
亞森高校とは異なるお嬢様高校に在学中。白バイに対して極めて強い憧れを持ち、特に思慕の対象だった白バイ警官が、布留川のせいで（白バイ警官として）再起不能の重傷を負ったことに憤り、布留川とその仲間たちを付け狙っていた。六道に助けられて布留川との勝負を制した後は復讐を諦め、布留川のチームを引き受けてリーダーとなる。チームが健全なバイクツーリング集団として不良行為をしないようにらみを利かせており、「暴走族」という言葉を聞いただけで表情を変える。
問題解決後もスピード狂であることは変わらず、「六道の専属運転手」を自称し、有事の際はバイクごと駆けつけてくる。
山吹 ミナミ（やまぶき ミナミ）
「闇金コウモリ」の異名を持つ、闇金融を営む少女。「四人目」:186の悪女。関西弁を話し、貧血気味。当初はコウモリ傘にコート姿だったが、六道に恋をしてからは、自身が可愛いと思うロリータ・ファッションを身にまとうようになった。
極度の守銭奴で冷酷な闇金融業者だったが、偶然出会った六道に一目ぼれし、金品を貢ぐなど浪費を重ねるようになった。六道から課長一家が悪質な取り立てを受けている話を聞き、撃退のためにいろいろと助言をするが、その業者が自分だったと知り、六道への想いから自己嫌悪に陥ってしまう。その末に闇金融を廃業することを決意し、それまでに稼いだ金をすべて仲間の仁に渡して、自身は高校に入学する費用を稼ぐためにコンビニエンスストアでアルバイトを始める。
ほどなく六道と同じ亞森高校に新入生として入学し、鈴蘭と親しくなる。入学後は鈴蘭をはじめ周囲の女子に振り回されながらもまじめに学校生活を送っている。
鈴蘭（リンラン）
山奥の寺に住み込み修行をする少女。「五人目」:186の悪女。平服はチャイナ服で、長い黒髪を左右対称のお団子ヘアにまとめている。
カンフーの達人。手がつけられない強さと狂暴な性格の持ち主だが、悪い心を鎮める数珠「愚連無輪」を身につけるとおとなしくなり、六道たちから「天女様」と言われるほどに好感度の高い少女となる。
六道らが愚連無輪を求めて寺に来たことを知り、更生している自分の数珠を渡そうと考えて数珠を外した結果悪女に戻ってしまうが、術によって六道に惚れ、悪態をつきつつ彼に従うようになる。カンフーを学びたいと言う六道の師匠を買って出て特訓を行ったのち、六道と同じ学校に通いたいからと自ら数珠をつけることを望んだところ、もう数珠は必要ないと掛軸に言われ、下山を認められた。
寺での騒動が解決したあと、六道と同じ亞森高校に新入生として入学し、ミナミと親しくなる。ただし、校内で平然とタバコを吸い、「亞森の頂上（テッペン）取る」と発言するなど、悪女ぶりは健在。
桜 沙知代（さくら さちよ）
桜沙知子の養女で、「六人目」:184の悪女。沙知子からは「ちよちゃん」と呼ばれている。沙知子を母親として慕い、彼女のような悪女になることを目指している。
自身が3歳の頃、様々なところで借金を作って夜逃げした実の両親に捨てられてしまうが、取り立てに来た沙知子に引き取られ、彼女の名前にちなんで「沙知代」と名付けられた。
相手の目を見ることで相手の未来を予知し、不都合な未来を変えることができる特殊能力を持つ。この能力を活かすことで、沙知子の組織は裏社会での躍進を遂げることができた。沙知子の計画の一環として亞森高校に入学し、ミナミや鈴蘭と同じクラスになる。予知能力を使って鈴蘭を倒すが、止めに入った六道の未来を見ようとした瞬間に六道に惚れ、「恋は盲目」状態となって力を失った。
六道らと仲良くなるうちに亞森を陥れることを躊躇するようになり、もともと彼女の更生を望んでいた沙知子に絶縁を宣言されてしまう。その後沙知代の力を狙った天道たちに拉致される。騒動の決着後に沙知子が逮捕されたとき、沙知子にかばわれた先の未来で自分が幸せになれないことを予知し、自分も罪を償うために名乗り出て泣きながら沙知子と抱擁を交わした。その後しばらくして無事学校に復帰する。
元々は高飛車な自信家だが、予知能力がないとミスの多い「ドジっ子」になってしまい、テストの点数も悪かった。

### 亞森高校
生徒のほぼ全員が不良。偏差値は非常に低い。
露草 水絵（つゆくさ みずえ）
声 - 関根瞳
六道と同じクラスの女子。自宅に近かった亞森高校に、不良高校とは知らず入学した悪女ではない数少ない人物の1人。まじめな性格で学級委員長を務める。
貧しい家の育ちで、かつての六道同様、不良に怯えながら高校生活を送っている。もともと優しくまじめな六道に好感を持っていたため、六道が名だたる不良たち交流するなどの急な変化に不審感を抱いている。
角山 タケル（つのやま タケル）
声 - 大町朋裕
六道と同じクラスの男子。角のように立てた髪型が特徴。飯沼やつばきとつるんで六道らをいじめていた。
黒方（くろかた）
声 - 古川慎
幼田の舎弟。幼田を不良の道へ引き込んだ元凶であり、彼女を「俺の道具」と言い放つ。
かつては六道と同じように不良から虐げられており、クラスメイトだった幼田に救われた過去を持つが、その後は彼女の力を利用していた。
幼田を連れて鬼島連合に入ろうとしたが、最終的に彼女の意志を尊重し、1人で追手を食い止める。
その後は亞森高校を退学してまじめに働いていたが、桜金融の幹部が幼田を狙っていることを知って六道のもとに現れ、幼田を守るために沙知代の奪還に協力する。
香島（かしま）、 真純（ますみ）
太っている方が香島で痩せている方が真純。香島は「だで」、真純は「べ」を語尾につける。中学時代からのライバル同士で亞森でも屈指の問題児であり、針蔵の生徒からも注目されていた。ひょんなことから六道に喧嘩を仲裁され、以降は仲良くなる。
木蓮 さとみ（もくれん さとみ）
一見すると眼鏡をかけた誠実な優等生だが、実は悪女。術によって六道に好意を寄せ、ラブレターを送り告白するが、その直後に強盗及び傷害の疑いで警察に連行され、女子刑務所に服役することとなった。

### 鬼島連合
古くから街で最大勢力を誇るチームだったが、「竜宮」との抗争で一度乱奈に潰され、童子が再結成させた。彼とNo.1-No.5の幹部を中心に構成されており、幹部はそれぞれチームを持っている。幹部たちの姓名は鬼に由来している:そで。
松ヶ宮 童子（まつがみや どうじ）
声 - 山下大輝
鬼島連合の総長。2年前に乱奈に潰された鬼島連合を再結成させた。他人の心を読んで操る能力に長ける。亞森高校に転校してきた当初は温厚で礼儀正しい言動をとり、六道たちとも打ち解けるが、裏では乱奈を自陣営に引き込むべく画策していた。六道を危険に巻き込む原因は乱奈自身の存在であり、六道の元を去ることこそが彼のためだと言われた乱奈は、一度は童子に与してしまう。
自他ともに認める怖がりであり、乱奈のことは恐怖の対象とする一方でその強さに執着している。中学時代はいじめられており、自分を守ってくれる強い人間を求める末に鬼島連合に加入した。
怖がりではあるが童子自身も戦闘力は高く、童子1人に対し六道らが総がかりでも倒すことはできなかった。しかし、何度でも立ち向かってくる六道らに恐怖を感じたことや、六道の涙ながらの説得を受け入れた乱奈が六道のもとに戻ったことで、童子は実質的に敗北。失意に沈む中、それでもなお自分に付き従う朱井や般東の言葉によってチームの頭としての自覚を取り戻し、彼らとともに亞森を去っていった。
終盤で再び登場し、行方不明になっていた乱奈をいち早く発見。乱奈に最高の居場所を提供すると持ちかけたうえで、迷っているならもう一度六道に会うべきだと諭す。最終的に乱奈が六道を選んだのを見届け、「お前が彼女を幸せにできない時は僕はいつでも奪いに来るからな」と再び去っていった。

#### 幹部
椰子谷 唯（やしや ゆい）
声 - 風間万裕子
鬼島連合のNo.1。右目を前髪で隠した髪型。悪女であり、術によって六道に好意を寄せるが、ドSであるため六道への破壊願望をあわせ持つ。強い男をつけ狙っては血祭りにあげることを繰り返しており、鬼島連合に加入した理由も「強い男に出会えそうだから」というもの。男をいたぶるときはボンデージファッションをまとう。強い男が好きなため、椰子谷視点では六道が筋骨隆々の屈強な男に見えている。六道との直接対決では、術の効果によって六道の力を買いかぶりすぎて自滅しかけた末に六道に助けられ、恍惚状態に陥って戦闘不能となった。
敗北後は六道を「最愛の人」として認識するようになり、彼にふさわしい女になるべく鬼島連合を脱退した。
朱井 公平（あかい こうへい）
声 - 高橋伸也
鬼島連合のNo.2。チャラチャラした言動が特徴だが裏工作を得意とし、姑息な手段を多用する。相手の攻撃を読むことに長け、頭を使った喧嘩の強さは般東を超えると椰子谷に評される。かつては「バットスモーク」というチームを率いており、飯沼の仲間たちを寝返らせて飯沼を潰した過去がある。
飯沼とのタイマンでは彼を圧倒する強さを見せていたが、予測外の攻撃に対処できない弱点を見抜かれ、最後は飯沼の捨て身の一撃により敗北した。童子の敗北後も彼に付き従い、尊敬の念を持っていることも明かした。
布留川 葵（ふるかわ あおい）
声 - 七海ひろき
鬼島連合のNo.3。バイクチームを率いる。平時は温厚かつ幹部の中で唯一喧嘩もしないが、バイクが絡むと人間が変わる。スリルを感じる手段として危険走行にのめりこんでいたが、莇美を助けた白バイ警官に諭されたことで暴走行為から足を洗おうとしていた。だが最後と決めた「追いかけっこ」の最中に相手に重傷を負わせてしまったことで、宙ぶらりんのまま「自分を止めてくれる相手」を探しつつ惰性で暴走を続けていた。莇美との対決の際に割って入った六道に興味を抱き、六道を自分のバイクの後ろに乗せ、莇美と2対1のレース(鬼ごっこ)を行うが、六道と莇美の命がけの連携により敗北する。敗北後は莇美にトップの座を譲り、彼女と共に白バイ警官に会いに行く。当初は会うことに消極的だったが、対面して「ようやく捕まえた」と告げられ、涙を流した。
その後は鬼島連合とは離れ、中古バイク店でまじめに働いている。そのため、鬼島連合が亞森高校に乗りこんできたことなどは知らずにいた。バイクチームからも距離を置いているが、莇美との関係は改善し、時折行動をともにしている。
般東 若之介（はんどう わかのすけ）
声 - 竹内良太
鬼島連合のNo.4。メンバー随一の巨漢で、巨体に見合った怪力の持ち主。融通の利かないまじめな性格で、童子への忠誠心も高い。
かつては取り柄がなかったために周囲から馬鹿にされており、唯一自分の怪力を認めてくれた童子に何も考えずに従うようになっていた。幼田との激戦の末、「自分の心を他人に任せるな」と諭されたうえで自身の渾身の一撃に耐えた幼田の一撃に沈み、幼田を「さすが番長だ」と認めて力尽きる。童子の敗北後は自分の意思で彼に付き従っていった。
菫 雷乃（すみれ らいの）
声 - 上田麗奈
鬼島連合のNo.5。強盗、傷害、放火など様々な犯罪を犯してきた悪党である菫兄妹の片割れ。対外的には風乃と双子で兄、その実は姉で、悪女。男装をしている状態で六道に好意を寄せたため、「六道は悪男（あくだん）にもモテるようになったのではないか」と大佐に危惧された。メイク技術に長け、他者を変装させることもできる。
鬼島連合決起の際に、自分に真心をもって接してくれた六道が好きで裏切れないと宣言したために、長兄の天乃に暴行を受け監禁されたが、風乃と入れかわって脱出、六道を助けて天乃と戦う。自分という人間を認めてほしいという思いで天乃に勝利。鬼島連合を脱退し、別の高校で心を入れかえて楽しい学園生活を目指すことを宣言し、六道のことを諦めていないと告げて去っていった。
菫 風乃（すみれ かぜの）
声 - 上田麗奈
鬼島連合のナンバー5。強盗、傷害、放火など様々な犯罪を犯してきた悪党である菫兄妹の片割れ。対外的には雷乃と双子で妹、その実は弟で、女装をしている。所謂男の娘であるために六道の術は効かない。女装時の女らしい言葉遣いやふるまいはあくまで演技であり、素の言動には女らしさはない。兄姉同様にメイク技術に長ける。
雷乃への思慕が強く、さまざまな誤解も重なって雷乃を惑わす六道を「ド変態」と呼び目の敵にしている。雷乃が監禁された際も六道に憎悪を抱いていたが、ついには雷乃の心の変化を受け入れ、彼女の作戦に協力した。抗争後は雷乃の決意や天乃からの「自分で決めろ」という言葉を受け、もう一度学校に通うことを考えていた。
菫 天乃（すみれ あまの）
声 - 上田麗奈
雷乃、風乃の兄。雷乃、風乃は双子ではなく、実際は天乃を含めて三つ子である。「逆に」が口癖の天邪鬼で「普通」を嫌う。3人の中では最も凶暴。メイクのしかたや足技を2人に教え、悪の道に引きこんだ末に鬼島連合の幹部にした張本人。かつては3人で悪事を繰り返し、2人からも目標として慕われていたが、いつの間にか悪事がエスカレートするようになり、2人のことも「半人前」などと見下して支配していた。
六道らに味方した雷乃を監禁したが、風乃とともに反抗した彼女に激怒し交戦する。下に見ていた雷乃が自分の教えたものでない技を使ったことで対応できずに敗北した。その際に2人が自分のもとを離れるのを恐れるあまり支配していたことを自覚し、童子のもとへ向かう妹に「一人にしないでくれ」と本音を漏らした。童子の敗北後も朱井や般東とともに付き従い、自身の進む道を迷っていた風乃に対しては「自分で決めろ」と告げて去っていった。

#### 構成員
山田（やまだ）
鬼島連合のバイクチームの1人。莇美がリーダーとなった後もチームに所属し、莇美とともに六道たちに協力する。大佐とはバイク談義で意気投合し、のちにバイト仲間になった。

### 針蔵高校
亞森と敵対関係にある高校。かつては亞森と肩を並べるほどの不良校だったが、幼田や飯沼などの有望な人材が相次いで亞森に入ってしまったため現在では完全に差がついてしまった。
岡森 譲也（おかもり じょうや）
針蔵高校の番長。もとは凶暴かつ好戦的で、鬼島連合幹部が亞森高校へ転校してきたときに亞森の生徒を無差別に襲い、栓抜きで課長の指を折った。しかしそれが原因で鬼島連合の襲撃に遭い、成すすべなく制圧されてしまったことで、すっかり臆病かつ心配性になってしまう。細かい生活態度にまで干渉するため針蔵の生徒にはけむたがられているが、自校の生徒を守ろうとする姿勢は幼田に評価されている。女装した六道に惚れたが、雷乃と付き合っていると聞かされ、嘆きながらも身を引いた。
過去に野玄を襲撃した犯人が亞森の人間だと誤解していたために、亞森高校に強い敵対心を抱き、協力をかたくなに拒んでいた。クロムサムを率いているのが野玄だと知って愕然とするが、番長として野玄に食い下がる。野玄が幼田に倒された後、すべてを押しつけていたことを野玄に謝罪した。その後亞森と和解し、2校間で同盟を結ぶ。
菫 雷乃（すみれ らいの）
#鬼島連合参照。亞森高校を去った後、男装をやめて風乃とともに針蔵高校に転校。普通の学園生活を送っていたが、クロムサムの襲撃を受ける仲間たちの危機に際し、再び六道の前に現れ協力を求める。六道らを変装させて針蔵に連れてきたとき、岡森が女装した六道（桃子）に惚れてしまったため、とっさに「桃子は私と付き合ってるの」と宣言し、その流れで再び男装を始めた。悪女でなくなっても六道への想いは変わっておらず、改めて六道に告白するも、クロムサムとの抗争終結後に正式に断られ、涙ながらに六道に感謝を告げる。
菫 風乃（すみれ かぜの）
#鬼島連合参照。亞森高校を去った後、女装をやめて雷乃とともに針蔵高校に転校。クロムサムの襲撃に際し、雷乃とともに六道らに協力を求める。ほどなく雷乃が六道を守るために男装に戻ったのを機に女装を再開する。
六道を信用できる相手だと認めてはいるが、今でも六道を変態と誤解しており、雷乃と本気で付き合いだすことに関しては反対している。

### クロムサム
街の不良チームで、チーム名の意味は「染色体」。童子と椰子谷の指示を受けて野玄が結成した。
野玄 雄一郎（やげん ゆういちろう）
クロムサムの総長。チームのメンバーには「男の中の男」として畏敬の念を抱かれているが、実はドM。針蔵高校の先代の番長で、岡森らから尊敬され頼られていたが、周囲の期待に応えるために男らしい自分を保つことに疲れはてていた。そんなときに椰子谷の襲撃を受け、自らの弱さを認めさせられたことで、精神的に解放され、以後は椰子谷を喜ばせることを第一に行動するようになる。
岡森や六道との対決や、傷つき倒れた椰子谷を目のあたりにしたことを経て、今までの自分の姿勢が間違っていたと自覚。総長として幼田に一騎打ちを挑み、敗北する。その後、椰子谷を抱えて帰る道中で、「俺が椰子谷唯の理想の男になってみせる」と宣言した。
椰子谷 唯（やしや ゆい）
#鬼島連合参照。六道を亞森と針蔵の両校を束ねる最強の番長にしてから自らの手にかけようと考え、手始めにクロムサムに針蔵高校生を襲わせていた。岡森を脅すために女装した六道（桃子）を拉致し、その正体に気づかないまま桃子に惚れてしまう。男相手のときのような暴力衝動が起きなかったため、普通の恋ができると喜び、針蔵への襲撃もやめようとしていたが、椰子谷を騙すことに耐えられなくなった六道が正体を明かしたことで激昂。六道を守ろうと立ちはだかった雷乃を下す。乱奈に対しても一時は優位に立つが、暴力の快感に溺れた乱奈に成すすべなく敗北する。抗争後は野玄に抱き抱えられて去っていった。

### その他の登場人物

#### 乱奈の関係者
乙姫 恵梨香（おとひめ えりか）
声 - 駒形友梨
乱奈が所属していた、隣町のレディースチーム「竜宮」の総長。元は不良だったが、悪女ではなく、六道の術も効いていない。喧嘩の実力は非常に高く、ビンタひとつで男を吹っ飛ばし、乱奈の猛攻もある程度しのぐ。
「竜宮」は2年前に鬼島連合との乱闘で解散しかけたものの、乱奈が一人で鬼島連合を壊滅させたことでチームは存続。その後は、法令厳守の真面目なツーリングチームに更生し、消息が途絶えた乱奈とは会っていなかった。メンバーと学園祭巡りの途中、学園祭の買い出しに出ていた六道に出会い、迎えにきた乱奈と再会し亞森高校の学園祭へ遊びに行く約束をする。鬼島連合と亞森の抗争を経て、乱奈と再び交流するようになる。美人だが現在でも不良気質が抜けていない面があり、なかなかモテないのが悩み。
乱奈の両親
「日回寺（ひまわりでら）」の住職とその妻で、生まれて間もなくして寺の前に置き去りにされた乱奈の育ての親。
養父である住職は、生後2週間で立って歩き、1歳で仏に恐ろしい形相を剥きだしにする乱奈のことを何かと気味悪がり、なかなか娘と認めようとしない。その反面、養母である妻は夫と対照的に乱奈のことを「乱ちゃん」と呼び、実の娘同然に可愛がっている。

#### 莇美の関係者
白バイ警官
声 - 平川大輔
莇美の憧れの人物で布留川が唯一心を開いていた人物。「ぎりぎり」が口癖で高度な運転技能の持ち主だった。バイクは自由の象徴と考えており、スリルに縛られて危険な暴走行為を繰り返す布留川を気にかけていたが、あるとき布留川と莇美を庇って事故を起こし、白バイ警官としては再起不能の重傷を負ってしまう。その後は交番で勤務しており、布留川と莇美が訪ねていった際には再会を喜び、謝る必要はないと語った。

#### ミナミの関係者
仁（じん）
ミナミの仕事仲間。黒いジャケットを羽織った茶髪の青年。その正体は闇金専門の詐欺師「闇金ハンター」。本編の2年前に桜沙知子の会社を狙って捕まった結果、沙知子に法外な金利の借金を背負わされており、自身の解放がかかった木嶋製作所の取り立てに固執していた。
ミナミが闇金融を廃業すると決めたとき、金をすべて奪い、名残を連れて逃走するも、最後には六道らに捕まってしまう。ミナミの言葉によって心を改めたのち、取り立て失敗や逃走時の騒動に対する落とし前として以後も沙知子のもとで働くことになるが、その事実をミナミには告げず、六道らのもとへ向かうミナミを送りだす。
その後は東北の現場で働いていたが、桜金融の幹部がミナミを狙っていることを知り、名残とともに亞森に駆けつける。
名残（なごり）
ミナミの仕事仲間。白のタンクトップに半ズボンという服装に常に裸足で、野生児のような風貌をした白髪の青年。ミナミに対する想いは強く、彼女が六道に一目惚れして鼻血を吹きだしてしまった際は六道に強烈な気迫を露わにした。異常なほどの咬力を持ち、乱奈が銃弾のように飴玉を弾いた一撃も効かなかったが、自分以上の咬力を見せた乱奈に倒された。
仁を助けるため、自らも沙知子のもとで働くことを志願。仁とともにミナミを送りだすが、自身のミナミへの想いが恋であることを理解し、彼女が去った後に泣き崩れた。
その後は東北の現場で働いていたが、桜金融の幹部がミナミを狙っていることを知り、仁とともに亞森に駆けつける。

#### 桜金融
桜 沙知子（さくら さちこ）
ミナミらの闇金融の金主で、桜金融の社長。42歳。和服姿の女性で、上半身に刺青をしている。表向きは上品な和服美人だが、その本性はきわめて冷酷非情で容赦がない。腕っぷしも強く、一時的ではあるが乱奈を圧倒するほどの実力を誇る。
ミナミの一件からしばらくした後、偶然街中で六道とすれ違い、術の効果で六道に一目惚れしてしまう。六道について調査する中で彼の能力に気づき、沙知代とヒューマを亞森高校に入学させる。予知能力を利用するために養女にした沙知代に本当の愛情を持つようになっており、沙知代を更生させるための計画を秘密裏に進めていた。しかし、天道たちに計画を察知されて沙知代を拉致され、取り戻すべく六道と協力する。騒動の中、再び暴力に目覚めた乱奈に人を愛することの素晴らしさを教えるも倒された。その後警察に逮捕され、沙知代をあえて突き放して逃がそうとするが、それでも自分とともに罪を償おうとする娘と泣きながら抱擁を交わした。
天道 朱鷺貞（てんどう ときさだ）
桜金融の取締役。元サーカスのピエロでアクロバットや手品を得意とする。口数が少なく無表情だが、変なタイミングで笑うことがある。常に危険を求め不測の事態を好む危ない男。沙知子の真意に気づき、他の幹部たちとともに沙知代を廃校舎に拉致する。
もともとは目立たない子供だったが、怪我をした際に周りが心配してくれたことで「生きていること」を実感するようになり、周囲の関心を惹くために危険行為を繰り返す末に裏社会に入った過去を持つ。
沙知代の奪還に乗り込んできた六道と激闘を繰り広げ、自身らのいる建物を爆破してまで危険を求めようとする。しかし、それでも立ち向かってくる六道の姿勢に徐々に違和感を抱くようになり、最後は「自分のことしか考えていない」自分と「死なせたくない仲間がたくさんいる」六道との差が出て敗北した。
敗北後は六道に瓦礫の下から救出されるも性根は変わっておらず、逮捕されたときも逃亡を図っていたが、六道の「納得するまでいつでも受けて立つ」という言葉を思い出して逃亡をやめる。
若槻 ヒューマ（わかつき ヒューマ）
桜金融の集客係。沙知代とともに亞森高校に入学する。人間をランクづけする悪癖があるが人を分析する力が高く、対象から良い部分を吸収して自分の成長の糧にする。
天道に味方して沙知代を拉致。飯沼とタイマンを張る。飯沼を「ランク外」と見下し、戦いの最中にも技を吸収するなどして成長を遂げて彼を追い詰めたが、良い部分しか吸収しない点を「ものまね」「薄っぺらい」と酷評され、最後は彼の気合と根性の前に敗れ去った。
実は六道の小学校時代の同級生。当時六道をいじめていた主犯格にして、六道の初恋の相手を悪女に変えた張本人。
紫由良 芳閃（しゆら ほうせん）
桜金融の用心棒。ムエタイを操る。タテシマとは同期の間柄だったが、仲は良くない。
天道に味方して沙知代を拉致。連戦で疲弊していたタテシマを追い詰め、乱入してきた鈴蘭と交戦する。純粋に暴力のためにカンフーを使わなくなった鈴蘭を「弱い」と評して一時は優勢に立つが、「天女verの技も悪女verの技も全部私」と受け入れた彼女の反撃にあい、最後はタテシマの持ち技をくらって敗れた。
竹松 庄司（たけまつ しょうじ）
桜金融の工作員。現職の白バイ隊員。警察と裏社会の二足の草鞋を履いて悪事に活かしている。しかし、その立場を守るために保守的になってしまう面もある。普段はまじめで穏やかな印象を与えるが、言動の端々には狂気を窺わせ、キレると見境がつかなくなる。
天道に味方して沙知代を拉致。莇美と布留川のコンビとバイクチェイスを交えた戦いを繰り広げる。布留川のバイクでの一撃を受けたことと莇美の無意識の挑発によって激昂。フェンスに突っ込んだ後に転落し自滅した。
安良垣 プリムラポリアンサ 恭子（あらがき プリムラポリアンサ きょうこ）
桜金融の管理役。「大人」であることにこだわり、「ガキ」を嫌う悪女。そのため学生のヒューマを毛嫌いする一方で、天道に憧れを抱いている。
元々は大企業の社長の末娘であり、父の跡を継ぐために幼い頃から自分を抑圧して「大人」を演じていたが、世間体を気にする父親は長兄に跡目を譲ることを決める。その後、沙知子の暗躍で実家が倒産し、彼女の下についた。無理に抑えていた子供時代の感性が現在も残っており、部下にはクラシックと嘘をついて子ども番組の歌を聴いている。
天道に味方して沙知代を拉致。幼田を大勢の部下に襲わせるも突破され、天道のいる屋上へ逃げる。追ってきた幼田の一撃を受け、感情が爆発し涙したところを幼田に慰められて泣き崩れた。その後は天道に用済みと判断されて見放されるが、それでも彼のことを心配していた。
寺國 福郎（てらくに ふくろう）
桜金融の会計係。名前の通り、フクロウのような容姿で、会話に「ホー」と入れる癖がある。金銭に強い執着を持ち、100円単位の未回収も許さない。その執着の強さから半径50メートル以内の金を察知する能力を持つ。実力行使は部下に任せている。仁と名残を東北の強制労働施設で働かせていた。
天道に味方して沙知代を拉致。ミナミと対峙する。当初は前述の金を察知する能力で彼女を追い詰めるも、能力を逆手に取られて敗れ去った。

#### 刈茅山（かるかやさん）
掛軸（かけじく）
陰陽術を使う霊媒師。悪い心を鎮める数珠「愚連無輪（グレムリン）」を所持している。かつて幼い乱奈を数珠の力で更生させようとしたが、1年後数珠が割れて失敗、自転車で引きずり回されたことで大きなトラウマを負い、以来ずっと乱奈を恐れ続けている。その後は刈茅山という山の寺で不良を更生させる活動を始め、鈴蘭、タテシマ、カケル、ラム、エリモの5人を預かっていた。
六道との出会いをきっかけに変わった鈴蘭にはもう必要ないと判断し、彼女が身につけていた数珠を六道に渡す。タテシマが去った後、カケル・ラム・エリモを連れて修行の旅に出た。
タテシマ
掛軸のもとで生活している若者の1人。カンフー服を着た青年。鈴蘭にカンフーを教わっており、擒拿術を操る。
誰よりも更生していたと思われたが、実は偽物の数珠をつけて暮らしており、鈴蘭から習ったカンフーの技と数珠を手に入れて裏社会に戻ることを目論んでいた。六道らが下山する前夜に本性を現し、鈴蘭・カケル・ラム・エリモらの数珠を奪い逃走する。
自分を追いかけてきた鈴蘭を苦戦しながらも倒し、直後に六道を連れて現れた乱奈も数珠をかけることによって無力化させるが、見くびっていた六道の必死の抵抗にあい、それまでのダメージの蓄積もあり敗北する。裏社会で成り上がる手段として取り組んでいたはずのカンフーに思い入れを見せており、最後は鈴蘭にカンフーの奥義「仲直りの握手」を教えられたうえで逃がされ、姿を消した。
実は裏社会にいた当時は桜沙知子の部下だった。山を降りて再び組織に追われていたときに沙知子に声をかけられ、沙知代の奪還に協力する。
カケル、ラム、エリモ
掛軸のもとで生活している若者たち。全員が元不良で数珠を身につけている。それぞれ鈴蘭にカンフーを教わっており、額にバンダナを巻いているカケルは猴拳、巨漢のラムは八極拳、絵を描くことが好きな引っ込み思案の少女エリモは太極拳を操る。
数珠をつける以前、カケルは日本中に悪名を轟かせた暴走族「災幽鬼（さいゆうき）」の総長、エリモは渋谷を拠点に活動するヤマンバギャル集団「SIBUYAギャルーブル」のリーダー、ラムは異常な暴食ぶりで暴れまわる重要指名手配犯だった。
タテシマに数珠を奪われたことで、3人とも不良だったころの状態に戻ってしまう。暴食を続けて巨大化したラムは六道を探しに寺にやって来た乱奈に一蹴され、派手なヤマンバギャルの悪女に戻ったエリモは術によって六道に惚れ込んだうえで六道らの説得により改心、「災幽鬼」の再結成を目論んでいたカケルは飯沼の説得と奇襲により止められた。

## 書誌情報
- 中村勇志 『六道の悪女たち』 秋田書店〈少年チャンピオン・コミックス〉、全26巻
  1. 2016年11月8日発売[25]、ISBN 978-4-253-22576-2
  2. 2017年2月8日発売[26]、ISBN 978-4-253-22577-9
  3. 2017年4月7日発売[27]、ISBN 978-4-253-22578-6
  4. 2017年5月8日発売[28]、ISBN 978-4-253-22579-3
  5. 2017年7月7日発売[29]、ISBN 978-4-253-22580-9
  6. 2017年10月6日発売[30]、ISBN 978-4-253-22581-6
  7. 2017年12月8日発売[31]、ISBN 978-4-253-22582-3
  8. 2018年3月8日発売[32]、ISBN 978-4-253-22583-0
  9. 2018年5月8日発売[33]、ISBN 978-4-253-22584-7
  10. 2018年7月6日発売[34]、ISBN 978-4-253-22585-4
  11. 2018年9月7日発売[35]、ISBN 978-4-253-22586-1
  12. 2018年12月7日発売[36]、ISBN 978-4-253-22587-8
  13. 2019年2月8日発売[37]、ISBN 978-4-253-22588-5
  14. 2019年4月8日発売[38]、ISBN 978-4-253-22589-2
  15. 2019年6月7日発売[39]、ISBN 978-4-253-22590-8
  16. 2019年8月8日発売[40]、ISBN 978-4-253-22856-5
  17. 2019年11月8日発売[41]、ISBN 978-4-253-22857-2
  18. 2020年1月8日発売[42]、ISBN 978-4-253-22858-9
  19. 2020年4月8日発売[43]、ISBN 978-4-253-22859-6
  20. 2020年5月8日発売[44]、ISBN 978-4-253-22860-2
  21. 2020年8月6日発売[45]、ISBN 978-4-253-22862-6
  22. 2020年10月8日発売[46]、ISBN 978-4-253-22863-3
  23. 2020年12月8日発売[47]、ISBN 978-4-253-22864-0
  24. 2021年3月8日発売[48]、ISBN 978-4-253-22865-7
  25. 2021年5月7日発売[49]、ISBN 978-4-253-22866-4
  26. 2021年6月8日発売[50]、ISBN 978-4-253-22867-1

## テレビアニメ
2023年4月から6月までTOKYO MX他にて放送された。

### スタッフ
- 原作 - 中村勇志（秋田書店「週刊少年チャンピオン」刊）[16]
- 監督 - 齊藤啓也[16]
- シリーズ構成・脚本 - 百瀬祐一郎[16]
- キャラクターデザイン - 瀬川真矢[16]
- サブキャラクターデザイン - 大西秀明[16]
- メカニックデザイン - 大河広行[16]
- プロップデザイン - 上津康義、千島知明[16]
- 美術監督 - 田尻健一（ムクオスタジオ）[16]
- 色彩設計 - 川上善美[16]
- 撮影監督 - 山根裕二郎（いなほ）[16]
- 編集 - 松本秀治[16]
- 音響監督 - 山本浩司[16]
- 音楽 - 若林タカツグ
- プロデューサー - リュウショウアツシ、臼井久人、山崎博昭、日野亮、木内一雄、畑秀明、吉田健人、松井優子、渕江麻衣子、中澤壮理
- アニメーションプロデューサー - 陣内元嗣
- アニメーション制作 - サテライト[16]
- 製作 - 六道の悪女たち製作委員会

### 主題歌
「ENDLESS LABYRINTH」
EverdreaMによるオープニングテーマ。作詞は大森靖子、作曲・プロデュースはROCK★PANDA。
「Love Will Find A Way」
THE RAMPAGEによるエンディングテーマ。作詞はSHOKICHI、作曲はDaisuke"DAIS"MiyachiとYuichi Ohno、サウンドプロデュースはDaisuke"DAIS"Miyachi。

### 各話リスト
| 話数 | サブタイトル                   | 絵コンテ     | 演出       | 作画監督                                                                           | 総作画監督          | 初放送日      |
| ---- | ------------------------------ | ------------ | ---------- | ---------------------------------------------------------------------------------- | ------------------- | ------------- |
| 01   | 平和で楽しい学園生活           | 齊藤啓也     | 齊藤啓也   | 大西秀明 外山陽介 柳田幸平 吉川美貴                                                | -                   | 2023年 4月8日 |
| 02   | お前、ウチの番長に狙われてるぞ | 青井小夜     | 野崎真代   | 外山陽介 柳田幸平 古矢好二                                                         | 大西秀明            | 4月15日       |
| 03   | どこまでも続く幸せな帰り道だ   | 奥村よしあき | 宮田亮     | 左東秀 王敬博 Lee Haneul Heo Jeonghwa Yoon Hyeockjun Jho Eunsan 廣瀬督             | 柳田幸平            | 4月22日       |
| 04   | バイクに乗ったお姫様           | 石山タカ明   | 相馬満     | 本間充 古矢好二 飯飼一幸 花輪美幸 杜伟峰 魏旭龍 陈亮 楊明坤 鬼冢塵葬 萩原旭 金立里 | 相馬満              | 4月29日       |
| 05   | バイクは自由の象徴なんだから   | 清水聡       | 前島密     | 伊藤亜矢子 伊藤真奈美 大西秀明 熊谷勝弘 小林雅 相馬満 浜津武広 古矢好二 李少雷     | 相馬満              | 5月6日        |
| 06   | 私の宝物                       | 齊藤啓也     | 宮田亮     | 左東秀 王敬博 廣瀬督                                                               | 柳田幸平            | 5月13日       |
| 07   | お前が鍵か六道桃助             | 野崎真代     | 野崎真代   | 古矢好二 李少雷 伊藤亜矢子 伊藤真奈美                                              | 大西秀明            | 5月20日       |
| 08   | 頂くぞ、向日葵乱奈             | 清水聡       | 佐藤貴史   | 柳瀬譲二 中山和子 佐藤桂 STUDIO MASSKET                                            | 伊藤亜矢子          | 5月27日       |
| 09   | お前は一人じゃない             | 島崎奈々子   | 島崎奈々子 | 伊藤亜矢子 伊藤真奈美 今井雅美 小林雅 古矢好二 李少雷                              | 大西秀明            | 6月3日        |
| 10   | 勝つのは俺達だ                 | 石山タカ明   | 宮田亮     | Choi Inseob Yoon Subin 廣瀬督                                                      | 柳田幸平            | 6月10日       |
| 11   | 六道君とはここでお別れ         | 青井小夜     | 前島密     | 李少雷 伊藤真奈美 いとうまりこ 柳田幸平 谷口明弘                                   | 伊藤亜矢子 熊谷勝弘 | 6月17日       |
| 12   | 理想の学園生活の始まりだ！     | 齊藤啓也     | 野崎真代   | 伊藤亜矢子 伊藤真奈美 大西秀明 小林雅 古矢好二 李少雷                              | 大西秀明 伊藤亜矢子 | 6月24日       |

### 放送局
| 放送期間                | 放送時間                     | 放送局         | 対象地域   | 備考                                                                        |
| ----------------------- | ---------------------------- | -------------- | ---------- | --------------------------------------------------------------------------- |
| 2023年4月8日 - 6月24日  | 土曜 1:35 - 2:05（金曜深夜） | TOKYO MX       | 東京都     |                                                                             |
| 2023年4月9日 - 6月25日  | 日曜 21:30 - 22:00           | AT-X           | 日本全域   | CS放送 / 字幕放送 / リピート放送あり                                        |
|                         | 日曜 23:00 - 23:30           | BS朝日         | 日本全域   | 製作参加 / BS/BS4K放送 / 『アニメA』枠                                      |
| 2023年4月13日 - 6月25日 | 日曜 3:08 - 3:38（土曜深夜） | 毎日放送       | 近畿広域圏 | 製作参加 / 『アニメシャワー』第3部 初回は木曜 2:30 - 3:00（水曜深夜）に放送 |
| 2023年4月14日 - 6月30日 | 金曜 1:29 - 1:59（木曜深夜） | 熊本県民テレビ | 熊本県     |                                                                             |

| 配信開始日   | 配信時間                   | 配信サイト | 備考     |
| ------------ | -------------------------- | --- | -------- |
| 2023年4月8日 | 土曜 1:35（金曜深夜） 更新 | DMM TV |          |
|              |                            | Amazon Prime Video バンダイチャンネル dアニメストア FOD HAPPY!動画 Hulu J:COMオンデマンド MBS動画イズム milplus ニコニコチャンネル | 個別課金 |